# 哈爾登旺山

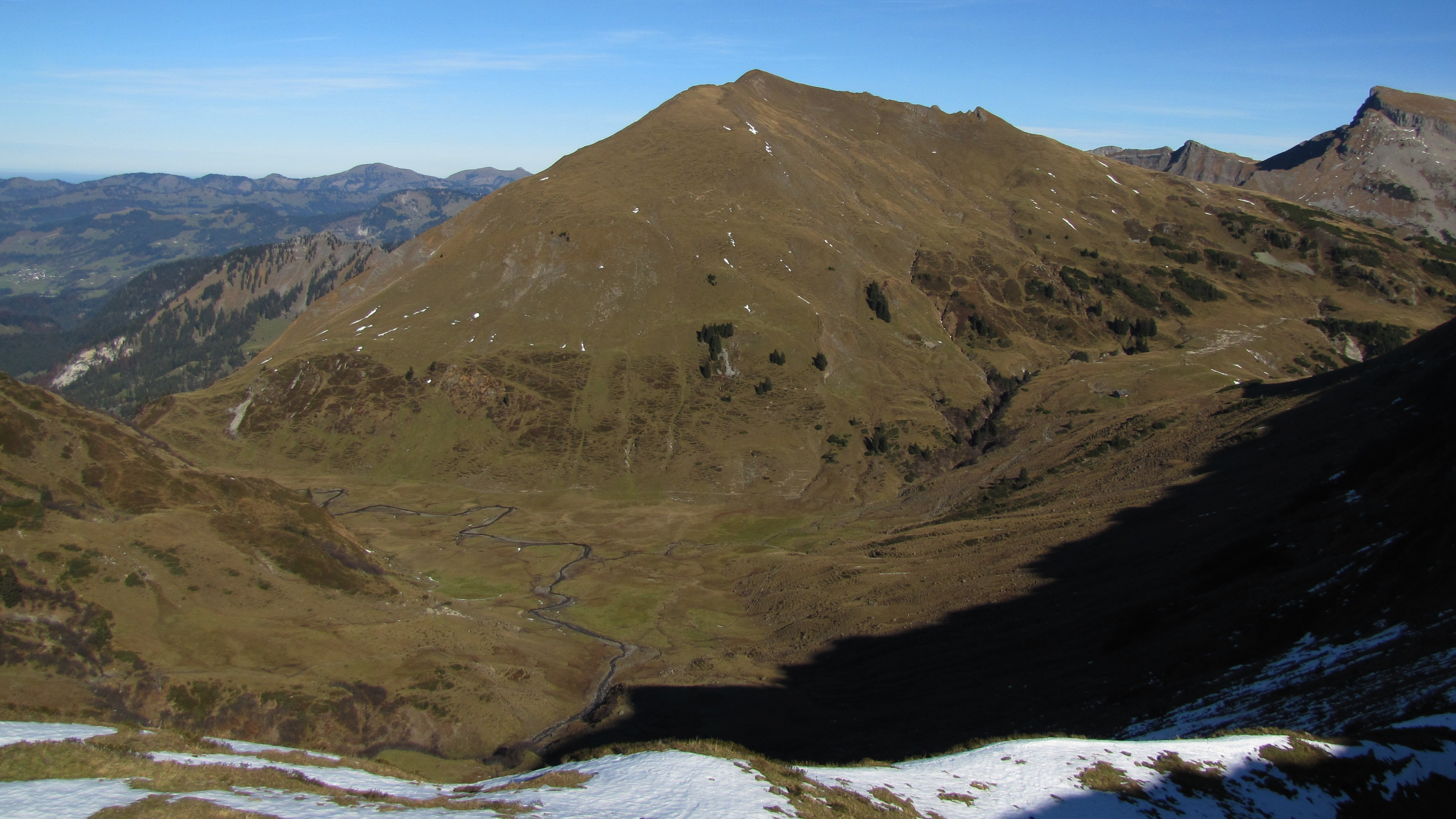

47°20′48″N 10°4′14″E / 47.34667°N 10.07056°E
哈爾登旺山（德語：Haldenwanger Kopf），是中歐的山峰，位於奧地利和德國接壤的邊境，屬於阿爾高阿爾卑斯山脈的一部分，距離蓋斯山0.4公里，海拔高度2,002米，每年平均降雨量1,730毫米。